# 大塚順妙
大塚 順妙（おおつか じゅんみょう）は、元日蓮正宗の僧侶である。

## 来歴
- 1974年（昭和49年）2月8日に福岡県福岡市博多区にて建立された日蓮正宗寺院妙流寺の初代住職であった。
- その後岩手県久慈市に所在する東光寺に転勤となるも、1993年（平成5年）1月9日に日蓮正宗より離脱、現在は創価学会系の僧侶として宗教活動を行っている。
- 日蓮正宗からの離脱後も東光寺に居住していたが、2000年（平成12年）9月7日の最高裁判所判決により日蓮正宗への明け渡しを命じられ、東光寺から退去した。